# Laccao
Laccao és un batut de llet amb cacau d'origen mallorquí. Fou creat a Palma pel farmacèutic Tomàs Cano Cantallops l'any 1944, encara que la recepta ha canviat amb el temps. A part dels actuals ingredients de sucre, llet i cacau, en el seu origen també s'hi afegia agar-agar com a emulgent i vainilla com a aromatitzant.
L'any 2017 l'empresa Damm comprà Comercial Bordoy SL i, d'aquesta manera, Damm adquirí per complet les activitats d'elaboració i distribució de Laccao, juntament amb els làctics d'Agama i les d'embotelladores d'aigües de Font Major i Font de Sa Senyora que també pertanyien a Comercial Bordoy SL.
En 2021, per mor de l'envelliment de la maquinària d’esterilització dels envasos de vidre, la producció del Laccao de vidre es traslladà de forma temporal a la planta de Cacaolat de Santa Coloma de Gramanet.